# Plussbank-BMC/Saison 2012
Dieser Artikel listet Erfolge und Fahrer des Radsportteams Plussbank-BMC in der Saison 2012 auf.

## Zugänge – Abgänge
| Zugänge            | Team 2011 | Abgänge           | Team 2012                    |
| ------------------ | --------- | ----------------- | ---------------------------- |
| Sondre Holst Enger | Neoprofi  | Sondre Moen Hurum | OneCo-Mesterhus Cycling Team |
|                    |           | Åsmund Sivertsen  | Unbekannt                    |

## Mannschaft
| Name                     | Geburtstag               | Nationalität |              |
| ------------------------ | ------------------------ | ------------ | ------------ |
| Niklas Åkvik             | 31. März 1989            | Norwegen     |              |
| Lorents Ola Åsvold       | 9. August 1988           | Norwegen     |              |
| Christian Hals Frivold   | 4. Mai 1991              | Norwegen     |              |
| Jon Anders Grøndahl      | 4. Januar 1988           | Norwegen     |              |
| Bjørn Tore Hoem          | 12. April 1991           | Norwegen     |              |
| Sondre Holst Enger       | 17. Dezember 1993        | Norwegen     |              |
| Sebastian Kvålsvoll      | 16. Juni 1990            | Norwegen     |              |
| Øystein Stake Laengen    | 7. Februar 1989          | Norwegen     |              |
| Morten Mørland           | 5. Dezember 1986         | Norwegen     |              |
| Torgeir Strandberg       | 6. Juni 1990             | Norwegen     |              |
| Stagiaires               | Stagiaires               | Nationalität | Nationalität |
| Andreas Erland           | Andreas Erland           | Norwegen     |              |
| Jørgen Rydland Hodnebrog | Jørgen Rydland Hodnebrog | Norwegen     |              |